# Hesperinus brevifrons
Hesperinus brevifrons är en tvåvingeart som beskrevs av Walker 1848. Hesperinus brevifrons ingår i släktet Hesperinus och familjen Hesperinidae. Inga underarter finns listade i Catalogue of Life.